# لورن (موسیقی‌دان)
لی سونگ جو (کره‌ای: 이승주, که بیشتر با نام هنری لورن (کره‌ای: 로렌, به سبک LØREN نوشته می‌شود) شناخته می‌شود، خواننده، ترانه‌پرداز و تهیه‌کننده موسیقی زیر نظر بلک لیبل است و موسیقی‌های خود را از طریق ناشر مستقل خود به نام فایر اگزیت رکوردز منتشر می‌کند. او به عنوان خواننده در سال ۲۰۲۰ با انتشار آهنگ هوی متال «Empty Trash» فعالیتش را آغاز کرد. او به عنوان تهیه‌کننده موسیقی در ترانه سال ۲۰۱۷ جی دراگون به نام «개소리» و به عنوان ترانه‌سرا در ترانه‌های بلک‌پینک به نام‌های «وحشی زیبا»، «تو هیچ‌وقت نمی‌دونی» و «دخترهای دل‌باخته» همکاری داشته است.